# Croqueta

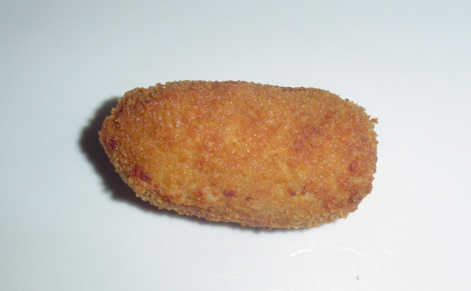
Una croqueta

Una croqueta o raola és una preparació gastronòmica sovint en forma de cilindre o esfera. Les bones croquetes són cruixents a la superfície i suaus i fundents per dins. És important consumir-les el més aviat possible, car perden molt si es deixen reposar massa estona. Es poden prendre com a aperitiu, com a acompanyament o fins i tot com a plat, acompanyades per exemple d'una amanida, per a un sopar lleuger. Les croquetes se solen fer amb una massa a base de farina cuita en llet (salsa beixamel) o bé de patata trinxada (més habitual a la cuina menorquina, per exemple) barrejada amb altres ingredients, com peix, pollastre, o pernil esmicolats. Normalment s'afegeix sal, pebre, i nou moscada a la massa. Una vegada feta la massa es fan boles allargades, normalment d'uns cinc centímetres de llarg. Després es disposen en un plat per arrebossar-les amb ou i farina o pa ratllat. Una vegada arrebossades es fregeixen en oli molt calent.
Les croquetes van néixer a la cuina popular com un mitjà d'aprofitar les restes de la carn d'olla o d'altres preparacions, per exemple el pollastre a l'ast. Són molt típiques als pintxos bascos, en tapes, en plats combinats, etc. Es mengen a Portugal, Espanya i Itàlia, entre altres països. A Alemanya i Bèlgica es fan amb patata.

## Variants
- Croquetes de pollastre o de gallina. Són les més comunes.
- Croquetes de bacallà, fetes amb bacallà esmicolat
- Les croquetes de bolets, sovint es fan amb ceps.[4]
- Croquetes d'ou, amb un tros d'ou dur a dins.
- Croquetes vegetarianes, elaborades amb verdures i ceba fregida. Són molt populars les d'albergínia.[5]

## Preparacions similars
- Els falàfels o croquetes de cigrons, típiques de la cuina de l'Orient Pròxim.
- Les quenelles, molt conegudes a França. Són molt més pàl·lides, compactes i més llargues que les croquetes. Es preparen sense arrebossar, cuites en aigua i servides amb salsa, aquesta sovint a base de nata.